# وودبریج (ویرجینیا)
وودبریج (به انگلیسی: Woodbridge) یک منطقهٔ مسکونی در ایالات متحده آمریکا است که در شهرستان پرنس ویلیام، ویرجینیا واقع شده‌است. وودبریج ۲۸٫۰ کیلومتر مربع مساحت و ۵۴٬۲۷۵ نفر جمعیت دارد و ۲۳ متر بالاتر از سطح دریا واقع شده‌است.